# Solomontown
Solomontown är en ort i Australien. Den ligger i kommunen Port Pirie Regional Council och delstaten South Australia, omkring 200 kilometer norr om delstatshuvudstaden Adelaide.
Närmaste större samhälle är Port Pirie, nära Solomontown.
Trakten runt Solomontown består till största delen av jordbruksmark. Trakten runt Solomontown är nära nog obefolkad, med mindre än två invånare per kvadratkilometer. Genomsnittlig årsnederbörd är 533 millimeter. Den regnigaste månaden är juni, med i genomsnitt 86 mm nederbörd, och den torraste är december, med 14 mm nederbörd.